# Sture Johansson (författare)
John Sture Otto Johansson, född 28 september 1939 i Junsele, död 18 maj 2021 i Stora Kils distrikt, var ett svenskt medium som hävdade att anden Ambres talade genom honom.

## Bakgrund
Sture Johansson växte upp på ett kronotorp som yngst av sex syskon och utbildade sig till byggnadssnickare. Efter värnplikten flyttade han söderut till stockholmsområdet, dit hans äldre bröder hade flyttat. 
Under 1960- och 1970-talen var han engagerad i Stockholms teosofi-, spiritism- och ufo-kretsar. År 1976 började han kanalisera anden Simeno och något år senare Ambres. 
Han skrev flera böcker om Ambres, Resan till ljuset (1974), Möte med Ambres (1991) och Ambres (2002), samt höll även föredrag om dennes läror.

## Ambres
Ambres påstås vara anden efter en fornegyptisk man som levde för 3 000 år sedan, som med Johansson som instrument förmedlade andlig kunskap. Ambres hette ursprungligen Rameno Charafez och tillhörde ett slutet brödraskap, Tarsusorden, som studerade det fördolda. Där fick han namnet Ambres av sin lärare. Ambres kände dock att sanningen skulle vara fri, så han bröt sig ur sällskapet och började sprida kunskapen till alla som sökte den. Ambres har dragit till sig många intresserade, bland andra Shirley MacLaine, som beskriver mötet i sin bok Ut på yttersta grenen (1983).
Filmaren Anders Grönros har gjort en dokumentär om Ambres kallad Ambres – en död talar, som först sändes på SVT2 25 november 2007. Dokumentären kritiserades av journalisten Håkan Blomqvist som skrev att "Filmen, och i viss mån Sture själv, ger ett intryck av att han motvilligt drogs in i den nyandliga världen. Så var dock inte fallet." Programmet anmäldes till granskningsnämnden för brott mot sändningstillståndet men friades 26 maj 2008.

## Filmer
- Out on a Limb, 1987, IMDB.
- Ambres - en död talar, 2007 (Anders Grönros; SVT 2007-11-25) SVT.